# 晋西北1940年冬季战役
{{POV-check}}
晋西北1940年冬季战役，中国亦称晋西北1940年冬季反“扫荡”，是中国抗日战争中中日双方发生的战役。八路军作战217次，缴获各种枪55支、破坏公路125公里、桥梁23座。